# Gunnars saga Keldugnúpsfífls
Die Gunnars saga Keldugnúpsfífls („Saga von Gunnar, dem Narren von Keldugnúpr“) ist eine späte Isländersaga vermutlich des 15. Jahrhunderts. Überliefert ist die Saga in den Handschriften der Arnamagnäanischen Sammlung AM 496 4°, AM 156 fol., AM 443 4° und anderen Quellen, die alle aus dem 17. Jahrhundert stammen. Auf dieser Saga beruhen auch aus dem 16. Jh. stammende Rímur.